# Sant Just d'Ardèvol
Sant Just d'Ardèvol es un pueblo y actualmente una de las cinco entidades singulares de población del municipio de Pinós, en la comarca del Solsonés. Anteriormente el pueblo pertenecía al antiguo municipio de Ardèvol, hasta que este último se integró en el de Pinós.
- Datos: Q17184245
- Multimedia: Sant Just d'Ardèvol / Q17184245